# Mario Basler
Mario Basler (* 18. prosinec 1968 Neustadt an der Weinstraße) je bývalý německý fotbalista. Hrával na pozici krajního záložníka.
S německou reprezentací získal zlatou medaili na mistrovství Evropy 1996. Hrál i na mistrovství světa v USA roku 1994. Celkem za národní tým odehrál 30 utkání, v nichž vstřelil 2 góly.
Dvakrát se v dresu Bayernu Mnichov stal mistrem Německa (1996/97, 1998/99) a dvakrát vyhrál německý pohár (1997/98, 1999/00). Tuto trofej získal i s Werderem Brémy (1993/94)
V sezóně 1994/95 se stal s 20 brankami nejlepším střelcem německé Bundesligy (společně s Heiko Herrlichem).
Po skončení hráčské kariéry se dal na trenérskou dráhu.